# Таџикистан на Светском првенству у атлетици у дворани 2014.
Таџикистан је учествовао на Светском првенству у атлетици у дворани 2014. одржаном у Сопоту од 7. до 9. марта осми пут. Репрезентацију Таџикистана представљао је један атлетичар, који се такмичио у трци на 800 метара.,
На овом првенству такмичар Таџикистана није освојио ниједну медаљу нити је остварио неки резултат.

## Учесници
Мушкарци:
- Фархолд Куралов — 800 м

## Резултати

### Мушкарци
| Атлетичар       | Дисциплина | Лични рекорд | Квалификација | Квалификација | Финале               | Финале       | Детаљи |
| Атлетичар       | Дисциплина | Лични рекорд | Резултат      | Место         | Резултат             | Место        | Детаљи |
| --------------- | ---------- | ------------ | ------------- | ------------- | -------------------- | ------------ | ------ |
| Фархолд Куралов | 800 м      | 1:52,61 НР   | 1:52,36 НР    | 5. у гр. 2    | Није се квалификовао | 16 / 17 (19) |        |